# Onochoj
Onochoj – osiedle typu miejskiego w Rosji, w Buriacji. W 2010 roku liczyło 10 689 mieszkańców.